# جهاد الرجبي
جهاد الرجبي (1968-) هي كاتبة وروائية ومقدمة برامج إذاعية أردنية، ولدت في العاصمة الأردنية عمّان، نُشرت لها العديد من القصص وسيناريوهات الأطفال والمقالات في الصحف والمجلات العربية، كتبت في «مجلة فلسطين المسلمة» تحت زاوية بعنوان “مع الغروب” (1993-2009)، وعملت معدة ومقدمة برامج إذاعية في إذاعة ماسة النسائية بالسعودية، وعملت معدة ومقدمة برامج إذاعية في إذاعة حياة إف. إم بالأردن، ومعدة ومقدمة قصص للأطفال عبر برنامج إذاعي للأطفال في إذاعة الأردن، كتبت أكثر من سيناريو فيلم وثائقي منها «أطفال الانتفاضة» و«شباب الحق»، وتعد من الروائيات المهتمات بالقضية الفلسطينية، شاركت في أمسيات قصصية بدعوة من مهرجانات ثقافية وملتقيات أدبية في الأردن مثل مهرجان مؤتة بالأردن، وملتقى الأدباء في الموسم الثقافي الأول لأدب العودة بدمشق.
حصلت على عدد من الجوائز منها الجائزة الأولى عن قصة «صوب الوطن» في المسابقة التي نظمتها مؤسسة الأرض المقدسة في الولايات المتحدة الأمريكية لعام 2000،  والجائزة الأولى عن رواية «لن أموت سُدى» في المسابقة التي نظمتها رابطة الأدب الإسلامي العالمية لعام 1993، و«جائزة فلسطين للرواية» عن رواية «رحيل» في 2010.

## التعليم
حصلت على الثانوية العامة من الأردن في 1987، وعلى بكالوريوس زراعة في 1992، كما حصلت على ماجستير في الإرشاد النفسي والتربوي من الجامعة الأردنية في 2004.

## مؤلفات
صدرت لها عدة أعمال منها:
- «محاكمة في الغابة»، قصة للأطفال، 1993.
- «لمن نحمل الرصاص»، مجموعة قصصية، منشورات فلسطين المسلمة، لندن، 1993.[6]
- «لن أموت سُدى»، رواية، دار البشير، عمّان، 1994. الرواية الفائزة بالجائزة الأولى في مسابقة الرواية: رابطة الأدب الإسلامي العالمية.[7][8]
- «الصحراء»، رواية، دار جهينة للنشر والتوزيع، عمّان، 2002.[9]
- «قناديل في سماء الأقصى: قصة اثنين وعشرين شهيدًا من شهداء انتفاضة الاقصى»، ياسر الزعاترة وجهاد الرجبي، وعلي سعادة، وفرج شلهوب، الطبعة الأولى، صحيفة السبيل، عمّان، 2002، عدد الصفحات:93 صفحة.[10]
- «اليقين: مجموعة قصصية من واقع الانتفاضة»، مجموعة قصصية، دار جهينة للنشر والتوزيع، عمّان، 2003.[11]
- «رحيل»، رواية، دار جهينة للنشر والتوزيع، عمّان، 2003.[12]
- «أينا قتل الآخر»، رواية، 2017.[13]

## جوائز
- جائزة القصة القصيرة في الجامعة الأردنية عن قصة «المنفى» في 1991.
- جائزة القصة البيئية والتي نظمتها الجمعية الأردنية لمكافحة تلوث البيئة عن قصة «محاكمة في الغابة» في 1992.
- الجائزة الأولى في المسابقة التي نظمتها رابطة الأدب الإسلامي العالمية لعام 1993 عن رواية «لن أموت سُدى».
- جائزة القصة القصيرة في المسابقة التي نظمتها القنصلية الإيرانية في دمشق لعام 1993 عن قصة «البحار تسأم لونها».
- الجائزة الأولى في المسابقة التي نظمتها مؤسسة الأرض المقدسة في الولايات المتحدة الأمريكية لعام 2000 عن قصة “صوب الوطن”.[3]
- "الجائزة الأولى في مسابقة يوم القدس العالمي والتي نظمتها السفارة الإيرانية في الأردن لعام 2001 عن مقالة (القدس وانتفاضة الأقصى).
- «جائزة فلسطين للرواية» عن رواية (رحيل) في المسابقة التي نظمتها مؤسسة فلسطين للثقافة لعام 2010.[4]